# 주류·담배·화기 및 폭발물 단속국
주류·담배·화기 및 폭발물 단속국(영어: Bureau of Alcohol, Tobacco, Firearms and Explosives, ATF)은 미국의 정부 기관으로, 주 업무는 밀수되거나 불법적인 주류(술), 담배 등을 단속하며, 무기나 폭발물 등도 단속 및 감시한다. 특히 폭발물이나 테러 수사에 주로 투입된다.
연방수사국, 중앙 정보국처럼 국외에는 많이 알려지지 않았지만, 그에 비하면 예산지원은 FBI의 1/4수준으로 상당히 많은편이다. 비슷한 단체로는 DEA(마약단속국)가 있다.
1972년 미국 재무부(Drpartment of Treasury) 산하에 설치되어 술, 담배, 총기류 관련 범죄와 탈세와 관련한 업무를 담당하였으나, 2001년 911테러 이후, 2002년에 제정된 국토안보법(Homeland Security bill)에 의해 2003년 1월 24일자로 미국 법무부 산하로 이관되었다.
법무부 산하로 이관되는 동시에 폭발물도 담당하게 되면서, Bureau of Alcohol, Tobacco and Firearms 뒤에 Explosive(폭발물)가 붙어 Bureau of Alcohol, Tobacco, Firearms and Explosives라는 명칭으로 오늘날에 이르고 있다.
한편 법무부 산하로 이관되는 동시에 술과 담배에 관련한 탈세 수사는 재무부 산하에 남겨 두어, ATF에서 TTB(Alcohol and Tobacco Tax and Trade Bureau)로 변경되었다.

## 논쟁과 쟁점

### 대표 선임 논쟁
2006년에는 전미 총기 협회에서 미하원 F. 제임스 젠젠브레너를 로비하였는 데, 그 내용은  ATF 대표를 선임하는 데 상원의 확정투표를 요구하도록 패트리어트 액트에 조항을 추가하는 것이었다.  그 이후로, 전미 총기 협회는 2022년까지 한 명의 대통령 지명인만을 제외하고 모두 효과적으로 막을 수 있었다.  
2007년에는 조지 W. 부시 대통령이 보스톤 출신의 미국 검사인 마이크 설리반을 임명하였는 데, 공화당 상원의원인 래리 크레이그와 마이클 크라포는 반대하였다.  2010년에는 버락 오바마 대통령이 앤드류 L. 트레버를 임명하였지만, 상원에서는 결정 모임을 열지 않았다.  전미 총기 협회는 트레버의 임명을 강하게 반대하였다.  

## 같이 보기
- 마약단속국